# John Panozzo
John Panozzo (Chicago, 20 settembre 1948 – Chicago, 22 luglio 1996) è stato un batterista e compositore statunitense celebre per essere stato il fondatore e il batterista della band Styx.

## Biografia
Panozzo è cresciuto nel quartiere di Roseland, nella parte sud di Chicago, nell'Illinois, con il fratello gemello, Chuck Panozzo. All'età di 7 anni, i gemelli presero lezioni di musica dallo zio in cui John sviluppò la passione  per la batteria. Hanno frequentato la scuola cattolica e   hanno fatto parte di un trio.
Poi, nel 1961, John, Chuck e il loro vicino, Dennis DeYoung, formarono una band chiamata The Tradewinds in cui John suonava la batteria, Chuck suonava la chitarra e Dennis suonava la fisarmonica e cantava.
All'inizio svolgevano dei concerti nei bar, e hanno iniziato a guadagnare popolarità come band garage rocknel South Side della città. 
Nel 1968, Chuck passò al basso e aggiunsero i chitarristi/cantanti James Young e John Curulewski, cambiando il loro nome in TW4. La band firmò un contratto con la Wooden Nickel Records e cambiò il nome in Styx.
Muore nel 1996, a causa di una emorragia intestinale causata dalla cirrosi.

## Discografia

### Con gli Styx
- 1972 - Styx
- 1973 - Styx II
- 1973 - The Serpent Is Rising
- 1974 - Man of Miracles
- 1975 - Equinox
- 1976 - Crystal Ball
- 1977 - The Grand Illusion
- 1978 - Pieces of Eight
- 1979 - Cornerstone
- 1981 - Paradise Theater
- 1983 - Kilroy Was Here
- 1990 - Edge of the Century

### Con James Young
- 1993 Out on a Day Pass